# China Post
China Post (nome completo China Post Group Corporation) è l'impresa di proprietà statale fondata nel 1997 con sede a Pechino che gestisce il servizio postale ufficiale della Cina e che fornisce il servizio in tutta la Cina, escluse le sue regioni amministrative speciali quali Hong Kong e Macao, che dispongono di un proprio servizio postale indipendente per la terraferma. La Corporation condivide ufficialmente il suo ufficio con l'agenzia statale di Stato sub-ministeriale State Post Bureau che regola l'industria postale nazionale. Nel 2011 azienda occupava circa 860.200 dipendenti e aveva un utile netto di 1,306 miliardi di dollari statunitensi.
L'azienda fa parte della lista Fortune 500 Global dell'omonima rivista finanziaria, piazzandosi al 119 posto.